# Фаньойнш
Фаньойнш (порт. Fanhões) — район (фрегезия) в Португалии, входит в округ Лиссабон. Является составной частью муниципалитета Лореш. Находится в составе крупной городской агломерации Большой Лиссабон. По старому административному делению входил в провинцию Эштремадура. Входит в экономико-статистический субрегион Большой Лиссабон, который входит в Лиссабонский регион. Население составляет 2 801 человек на 2011 год. Занимает площадь 11,62 км².
Покровителем района считается Сан-Сатурнину (порт. São Saturnino).

## Демография

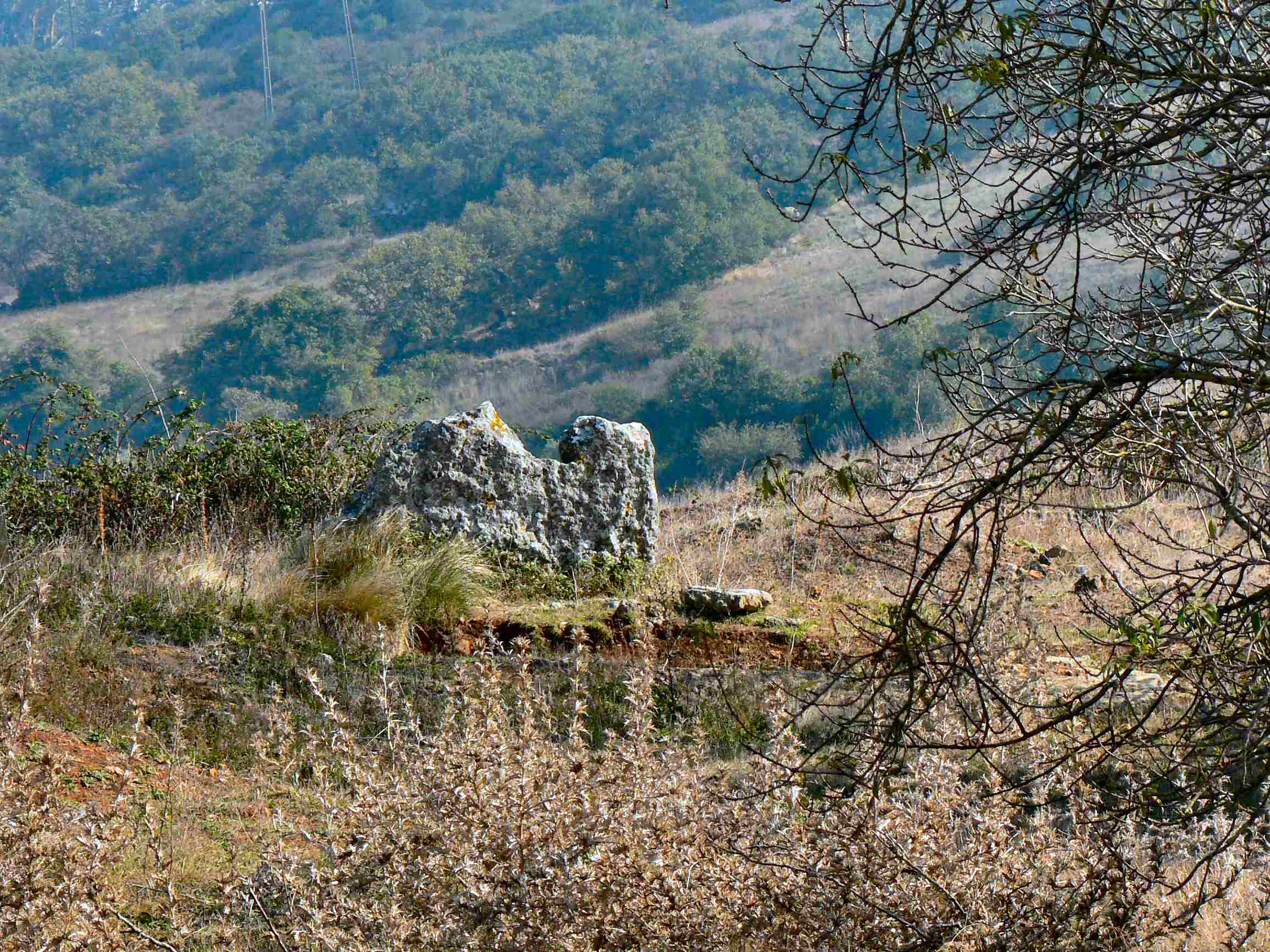

| Численность населения муниципалитета по годам | Численность населения муниципалитета по годам | Численность населения муниципалитета по годам | Численность населения муниципалитета по годам | Численность населения муниципалитета по годам | Численность населения муниципалитета по годам | Численность населения муниципалитета по годам | Численность населения муниципалитета по годам | Численность населения муниципалитета по годам | Численность населения муниципалитета по годам |
| --------------------------------------------- | --------------------------------------------- | --------------------------------------------- | --------------------------------------------- | --------------------------------------------- | --------------------------------------------- | --------------------------------------------- | --------------------------------------------- | --------------------------------------------- | --------------------------------------------- |
| 1862                                          | 1864                                          | 1890                                          | 1900                                          | 1911                                          | 1920                                          | 1930                                          | 1991                                          | 2001                                          | 2011                                          |
| 1 351                                         | 1 402                                         | 1 789                                         | 1 828                                         | 1 594                                         | 1 543                                         | 1 713                                         | 2 723                                         | 2 698                                         | 2 801                                         |